# Bolotana
Bolotana is een gemeente in de Italiaanse provincie Nuoro (regio Sardinië) en telt 3160 inwoners (31-12-2004). De oppervlakte bedraagt 108,5 km², de bevolkingsdichtheid is 29 inwoners per km².

## Demografie
Bolotana telt ongeveer 1235 huishoudens. Het aantal inwoners daalde in de periode 1991-2001 met 9,6% volgens cijfers uit de tienjaarlijkse volkstellingen van ISTAT.
| Jaar | Inwoneraantal |
| ---- | ------------- |
| 1991 | 3625          |
| 2001 | 3276          |

## Geografie
Bolotana grenst aan de volgende gemeenten: Bonorva (SS), Bortigali, Illorai (SS), Lei, Macomer, Noragugume, Orani, Ottana, Silanus.